# Redstone Lake, Haliburton County
Redstone Lake är en sjö i Kanada.   Den ligger i countyt Haliburton County och provinsen Ontario, i den sydöstra delen av landet, 220 km väster om huvudstaden Ottawa. Redstone Lake ligger 362 meter över havet. Arean är 14,0 kvadratkilometer. Den sträcker sig 7,8 kilometer i nord-sydlig riktning, och 6,1 kilometer i öst-västlig riktning.
I omgivningarna runt Redstone Lake växer i huvudsak blandskog. Runt Redstone Lake är det mycket glesbefolkat, med 3 invånare per kvadratkilometer.